# Гавриилия (Папаянни)
Геронтисса Гавриилия, также Гавриилия Константино́польская и Ле́росская (греч. Γερόντισσα Γαβριηλία, в миру Аврилия Папаянни, греч. Αυρηλία Παπαγιάννη; 2 октября 1897, Константинополь — 28 марта 1992, остров Лерос, Греция) — православная греческая святая, физиотерапевт, миссионер, схимонахиня, старица, посвятившая себя служению Богу, больным людям и молитве. Некоторые[кто?] называют её греческой Матерью Терезой. Канонизирована Священным Синодом Вселенского Патриархата 18 декабря 2023 года. Память совершается 18 июля и 28 марта по новому стилю.

## Биография
Родилась в состоятельной семье, жившей в районе Фанари в Константинополе. Отец, Илья Папаянни, был представителем французской фирмы Messagerie de France. Мать, Виктория Папаянни, была дочерью врача Христакиса, лечащего врача турецкого султана. Кроме того, Виктория была правнучкой Харисия Мегданиса — священника, мыслителя и писателя, члена национально-освободительного общества Филики Этерия и преподавателя Казанской Богословской Школы, которой он и подарил свою богатейшую библиотеку.
Девочку крестил митрополит Герман (Стринопулос), её крестным отцом был директор Халкинской Богословской школы, писатель и друг семьи Василеос Антониадис, который и выбрал ей имя.
Аврилия получила образование в Университете Аристотеля в Салониках, став второй женщиной когда-либо поступавшей в греческий университет, где получила степень в философии. С 1932 года переехала в Афины и работала в больницах и домах престарелых. Во время Второй мировой войны жила в Великобритании и там получила специальность физиотерапевта, позднее открыла собственную клинику в Афинах. В 1955 году полностью продала и раздала всю свою собственность и без денег уехала в Индию, где 5 лет посвятила лечению прокаженных и проповеди православия примером своей жизни. В 1959 году стала послушницей в греческом женском монастыре святых Марфы и Марии в Вифании (греч. Ἱερὰ Μονὴ Μάρθας καὶ Μαρίας ἐν Βηθανίᾳ), где прожила 3 года. В 1963 году пострижена в малую схиму на острове Патмос старцем Амфилохием (Макрисом). Участвует во многих православных миссионерских поездках в США, Канаду, Индию, Кению, Танзанию, посещает Западную Европу, Святую землю и Синай. С 1979 года в течение 10 лет жила в полузатворе в квартире в центре Афин, где принимала множество посетителей. 
Перед кончиной переехала на остров Лерос в монастырь святых Ангелов (греч. Ιερά Μονή των Αγίων Αγγέλων Λέρου), где жила в безмолвии и приняла великую схиму. Скончалась 28 марта 1992 года в возрасте 95 лет, похоронена в монастырской церкви Панагия ту Кастру, на острове Лерос.

## Свидетельства
…Она не жила затворницей в монастыре. Монастырём для неё был весь мир. Великое её приношение, духовное и общественное, составило многоценную главу в жизни сегодняшнего Православия.
— Митрополит Кисамский и Селинский Ириней (Галанакис)

…Поминаю всегда с волнением имя и лицо усопшей геронтиссы Гавриилии и прошу Всеблагого, да восполнит Он отсутствие и чувство пустоты, которое осталось у нас. Может быть, стал бы полезным выпуск книги с описанием обстоятельств жизни, а также учения из её долгого и поучительного жития.
— Митрополит Идры, Спетсоны и Эгины Иерофей

Геронтисса Гавриилия представляет собой особую личность с особым местом в пространстве нашей христианской православной веры. Она посвятила себя Богу, любви к ближнему, служению страждущему брату, и это её приношение становилось действенным, потому что было по воле Божией. Те, кто ходили к ней, перенимали этот жизненный её опыт, ибо она передавала его, как и опыт постоянного Присутствия Божия, каковой она имела. Молодой человек ищет искусственного рая, так как не находит истинного человека. Могут быть знаменитые «проповедники», но эти люди не всегда с жизненным опытом. Она сделала нас общниками своего жизненного опыта и постоянного Присутствия Божия и Ангелов в её жизни… Ушла, и её сильно не хватает.
— Архимандрит Илия (Мастройаннопулос)